# Gösta Olsson (konstnär)
Ernst Gösta Gunnar Olsson, född 13 juni 1911 i Maria Magdalena församling i Stockholm, död 24 maj 1971 i Hässelby församling, var en svensk målare och tecknare.
Han var son till målaren Ernst Olsson och Maria Johansson samt från 1955 gift med sjuksköterskan Ebba Gunilla Kristina Hullberg. Han studerade konst vid Tekniska skolan 1927–1928 och under ett femtontal studieresor i Europa. Under sin vistelse i Frankrike studerade ha fyra månader vid Académie de la Grande Chaumière. Han tilldelades stipendium från H Ax:son Johnsons stiftelse 1954 och 1959. Separat ställde han på Lilla Galleriet i Stockholm och i Hagfors. Tillsammans med Göta Fogler och Bernt Ringqvist ställde han ut i Nässjö 1952. Han medverkade i Folkrörelsen Konstfrämjandets vandringsutställningar  och var representerad i utställningen Svenska akvareller 1925–1947 som visades på Konstakademien 1947. Hans konst består huvudsakligen av landskapsskildringar från södra Europa och Skåne utförda i flera olika tekniker.   